# Aldea Santa María
Aldea Santa María é uma comuna da província de Córdoba, na Argentina.